# Vojovode Stepe (Bělehrad)

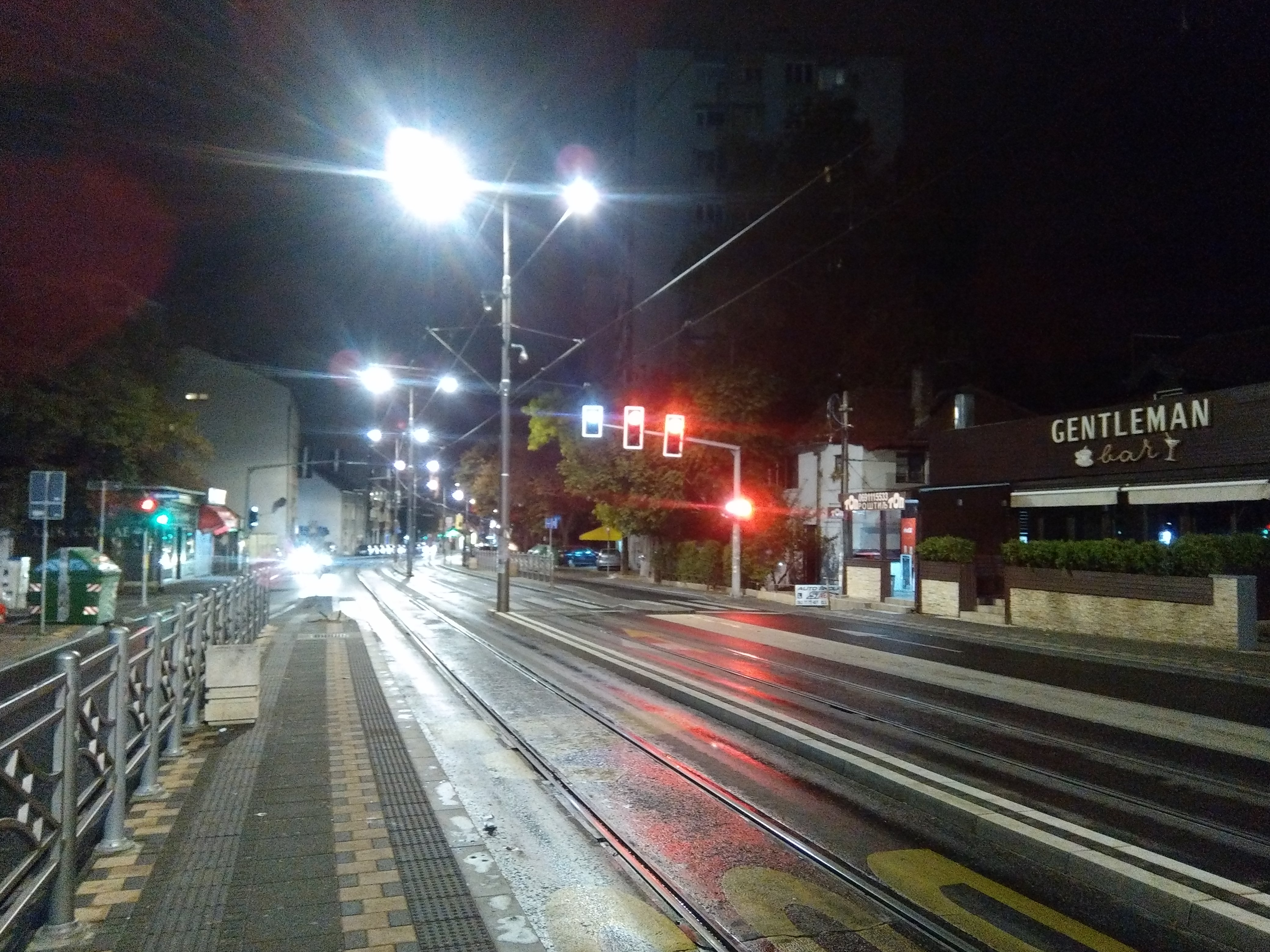
Ulice v noci.

Vojvode Stepe (v srbské cyrilici Војводе Степе) je nejdelší ulice v srbské metropoli Bělehradu. Dlouhá je 7,8 km. Spojuje širší centrum města (mimoúrovňová křižovatka Autokomanda s čtvrtěmi Voždovac a Kumodraž na jejím jižním okraji. Svůj název má ulice podle velitele Stepy Stepanoviće, který pocházel z Kumodraže a velel v několika válkách v druhé polovině 19. století.
Ulice představuje hlavní osu a dopravní tepnu čtvrti Voždovac.
V roce 2015 procházela ulice, která částečně slouží také pro tramvajovou dopravu, rekonstrukcí.